# Triéthoxysilane
Le triéthoxysilane est un composé organique de formule C6H16O3Si, de la famille des éthers de silyle. Il s'agit d'un liquide très toxique par inhalation, irritant, inflammable et corrosif.